# Marginitermes
Marginitermes är ett släkte av termiter. Marginitermes ingår i familjen Kalotermitidae.
Kladogram enligt Catalogue of Life:
| Marginitermes | \| \| Marginitermes cactiphagus \| \| \| \| \| \| Marginitermes hubbardi \| \| \| \| |
|               | \| \| Marginitermes cactiphagus \| \| \| \| \| \| Marginitermes hubbardi \| \| \| \| |
|               | Calcaritermes                                                                        |
|               |                                                                                      |
|               | Cryptotermes                                                                         |
|               |                                                                                      |
|               | Glyptotermes                                                                         |
|               |                                                                                      |
|               | Incisitermes                                                                         |
|               |                                                                                      |
|               | Kalotermes                                                                           |
|               |                                                                                      |
|               | Neotermes                                                                            |
|               |                                                                                      |
|               | Paraneotermes                                                                        |
|               |                                                                                      |
|               | Procryptotermes                                                                      |
|               |                                                                                      |
|               | Pterotermes                                                                          |
|               |                                                                                      |
|               | Marginitermes cactiphagus                                                            |
|               |                                                                                      |
|               | Marginitermes hubbardi                                                               |
|               |                                                                                      |

|  | Marginitermes cactiphagus |
|  |                           |
|  | Marginitermes hubbardi    |
|  |                           |